# 11-я армия (Япония)
11-я армия (яп. 第11軍 Дай-дзю:ити гун) — воинское подразделение японской Императорской армии, действовавшее во время японо-китайской войны (1937—1945).
Сформирована 4 июля 1938 года под командованием генерала Окамура. Входила в состав Центрально-Китайского фронта, её основной задачей был захват и оккупация центральных провинций Китая между рек Янцзы и Хуанхэ. Сыграла важную роль в сражении при Ухане. В сентябре 1939 года переподчинена новообразованной Экспедиционной армии, а в сентябре 1944 года — 6-му фронту.
Расформирована в районе Цюаньчжоу (округа Гуйлинь провинции Гуанси) после капитуляции Японии.